# No Way Out (2007)
No Way Out (2007) foi o nono evento pay-per-view (PPV) de luta livre profissional No Way Out produzido pela World Wrestling Entertainment (WWE). Foi realizado exclusivamente para lutadores da marca SmackDown! da promoção. O evento aconteceu em 18 de fevereiro de 2007, no Staples Center em Los Angeles, Califórnia. Foi o último pay-per-view exclusivo da primeira extensão da marca, pois após a WrestleMania 23 no mês seguinte, os PPVs exclusivos da marca foram descontinuados e, em agosto de 2011, a extensão da marca terminou. Outro PPV exclusivo da marca não seria realizado até o Backlash em 2016, pois a divisão da marca foi reintroduzida em julho daquele ano.
O evento principal foi uma luta interpromocional de duplas entre Batista e The Undertaker (do SmackDown!) e John Cena e Shawn Michaels (do Raw). Cena e Michaels venceram a luta depois que Cena derrotou Undertaker após um FU. A luta principal da eliminatória foi uma luta interpromocional Six-man tag team entre a equipe de Chris Benoit e The Hardys (Matt Hardy e Jeff Hardy) e a equipe de MNM (Joey Mercury e Johnny Nitro) e Montel Vontavious Porter (no show , MVP), que foi vencido pelos Hardys e Benoit depois que Benoit forçou Mercury a se submeter ao Crippler Crossface.

## Produção
No Way Out foi realizado pela primeira vez pela World Wrestling Entertainment (WWE) como o 20º In Your House pay-per-view (PPV) em fevereiro de 1998. Após a descontinuação da série In Your House, No Way Out retornou em fevereiro 2000 como seu próprio evento PPV, estabelecendo-o como o PPV anual de fevereiro para a promoção. O evento de 2007 foi o nono evento na cronologia No Way Out e foi realizado em 18 de fevereiro no Staples Center em Los Angeles, Califórnia. Como os eventos dos três anos anteriores, o evento de 2007 contou com lutadores exclusivamente da marca SmackDown!.

### Histórias
O evento contou com oito lutas de wrestling profissional com resultados predeterminados pelos roteiristas da WWE. As lutas apresentavam lutadores retratando seus personagens em histórias planejadas que ocorreram antes, durante e depois do evento.

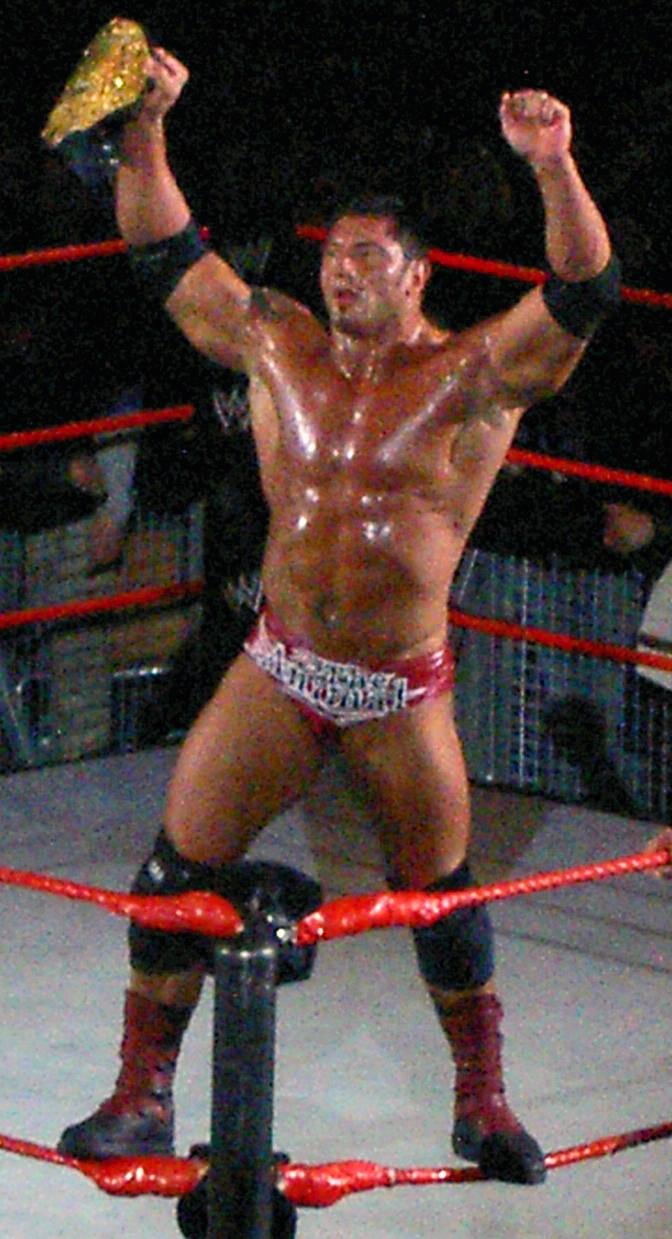
O Campeão Mundial de Pesos Pesados Batista se uniu a The Undertaker neste evento

A principal rivalidade do No Way Out foi entre o Campeão Mundial dos Pesos Pesados do SmackDown!, Batista, e seu parceiro, The Undertaker, e o Campeão da WWE, John Cena e Shawn Michaels. Essa rivalidade começou depois que Undertaker venceu a luta Royal Rumble de 2007. Na semana seguinte, em um episódio do SmackDown!, os dois campeões mundiais exigiram uma resposta de Undertaker sobre quem ele enfrentaria na WrestleMania, mas Michaels interferiu, pois ele também queria uma resposta de Undertaker. Enquanto esperavam pela resposta de Undertaker, Vince McMahon, o presidente da WWE, fez uma aparição e anunciou uma luta de duplas interpromocional entre os dois representantes da marca. No Raw de 5 de fevereiro de 2007, Undertaker tomou a decisão de enfrentar o Campeão Mundial dos Pesos Pesados Batista na WrestleMania 23, enviando uma mensagem através de um chokeslam. Michaels então se tornou o desafiante de Cena na WrestleMania 23 depois de vencer uma luta Triple Threat contra Randy Orton e Edge. No episódio do Raw de 15 de fevereiro de 2007, os representantes da marca foram colocados em uma luta de duplas de oito homens contra Rated-RKO (Orton e Edge), Mr. Kennedy e Montel Vontavious Porter, na qual os representantes da marca foram vitoriosos. Os representantes do Raw ganharam o Campeonato Mundial de Duplas, embora Michaels tenha feito muitas tentativas de dar um superkick em Cena durante o caminho para No Way Out. No episódio de 16 de fevereiro de 2007 do SmackDown!, Undertaker e Batista novamente se uniram para enfrentar o Rated-RKO e foram vitoriosos por pinfall.

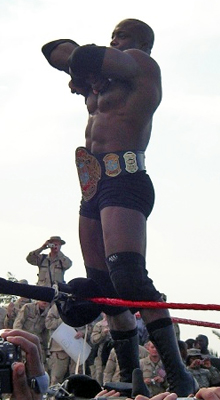
Bobby Lashley, o Campeão Mundial da ECW a caminho do evento

A rivalidade secundária no No Way Out foi entre Chris Benoit e The Hardys contra MNM e Montel Vontavious Porter (no show, MVP). Essa rivalidade começou logo após a reforma do MNM, quando eles desafiaram os Hardys no December to Dismember em um combate perdido. Eles então continuaram a lutar em episódios de Raw, ECW e SmackDown! até o Armageddon, quando Mercury sofreu uma lesão facial grave e legítima. No episódio de 16 de fevereiro do SmackDown!, o gerente geral do SmackDown, Theodore Long, anunciou uma luta de escadas entre Paul London e Brian Kendrick, Dave Taylor e William Regal, MNM e The Hardys pelo Campeonato de Duplas da WWE (a mesma luta que todas as quatro equipes tiveram. um contra o outro no Armageddon), mas o site oficial da WWE anunciou que a luta havia mudado para colocar The Hardys e Chris Benoit contra MNM e MVP, enquanto Brian Kendrick e Paul London enfrentaram Deuce 'n Domino em uma luta separada. Benoit e MVP foram adicionados à luta em cima da hora, já que não estavam brigando na época.
A terceira rivalidade no No Way Out foi entre Kane e King Booker. Esta rivalidade começou durante a luta Royal Rumble de 2007 quando Kane eliminou King Booker da luta, mas Booker retornou não oficialmente para eliminar Kane. A rivalidade continuou no episódio de 2 de fevereiro de 2007 do SmackDown! durante a cerimônia de King Booker's Key to the City em Houston, Texas, quando Kane interrompeu a cerimônia e atacou King Booker. Depois que eles continuaram a rivalizar durante as semanas que antecederam o No Way Out, Theodore Long marcou uma luta entre os dois no No Way Out. No episódio de 16 de fevereiro de 2007 do SmackDown!, King Booker zombou de Kane ao criticar desonestamente o filme de Kane See No Evil, mas Booker saiu correndo quando Kane veio para atacá-lo.
A quarta rixa em direção ao No Way Out foi entre Bobby Lashley e Mr. Kennedy. Essa rivalidade começou no episódio de 16 de fevereiro do SmackDown! quando Lashley fez uma aparição para visitar Theodore Long. Mr. Kennedy expressou sua opinião a Lashley, lembrando a Lashley que ele o havia derrotado antes e afirmando que poderia fazê-lo novamente. Long então agendou uma luta entre os dois pelo Campeonato Mundial da ECW no No Way Out depois de entrar em contato com os oficiais da ECW.

## Evento
Antes do evento ser transmitido ao vivo em pay-per-view, ocorreu um dark match entre Rob Van Dam e Shelton Benjamin. Van Dam venceu a partida ao imobilizar Benjamin depois de realizar um Five-star frog splash.
| Papel:                    | Nome:                    |
| ------------------------- | ------------------------ |
| Comentaristas em inglês   | Michael Cole             |
| Comentaristas em inglês   | John "Bradshaw" Layfield |
| Comentaristas em espanhol | Hugo Savinovich          |
| Comentaristas em espanhol | Carlos Cabrera           |
| Entrevistador             | Kristal Marshall         |
| Anunciador de ringue      | Tony Chimel              |
| Árbitros                  | Charles Robinson         |
| Árbitros                  | Jim Korderas             |
| Árbitros                  | Chris Kay                |
| Árbitros                  | Mickie Henson            |

### Lutas preliminares
A primeira luta que foi ao ar foi a luta de duplas de seis homens entre a equipe de The Hardys (Matt Hardy e Jeff Hardy) e Chris Benoit e a equipe de MNM (Johnny Nitro e Joey Mercury) e Montel Vontavious Porter (MVP). A partida começou com Porter e Benoit, e Benoit ganhou a vantagem inicial sobre Porter. Os Hardys e Benoit permaneceram em vantagem até que o MNM se envolverem na partida. MNM ilegalmente dobrou a equipe The Hardys enquanto o árbitro estava distraído. Benoit foi então marcado para a partida e MNM tentou executar um Snapshot em Benoit. Benoit, no entanto, rebateu a manobra em um Crossface Crippler em Mercury, que finalizou, significando que The Hardys e Benoit venceram a luta.

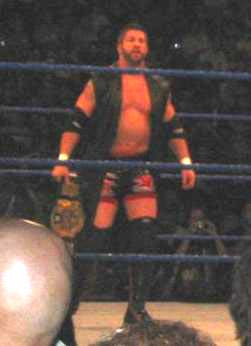
Gregory Helms como Campeão Cruiserweight a caminho do evento

A próxima luta foi um Cruiserweight Open pelo Campeonato Cruiserweight da WWE. A partida começou com Scotty 2 Hotty contra Daivari; Hotty eliminou Daivari por pinfall após realizar o Worm. O Campeão Cruiserweight, Gregory Helms, então entrou na luta e eliminou Hotty por pinfall após ele realizar um Double knee facebreaker em Hotty. Funaki foi o próximo participante a entrar na partida; no entanto, ele foi eliminado por pinfall depois que Helms executou um Crossbody em um pin enquanto segurava as calças de Funaki. Shannon Moore foi o quinto participante do desafio, mas foi eliminado por pinfall após Helms realizar um double knee facebreaker nele. Jimmy Wang Yang, o sexto participante, eliminou Helms por pinfall após realizar um pin Hurricanrana. Jamie Noble foi o sétimo participante da luta Gauntlet, mas foi eliminado por pinfall após Yang realizar um moonsault em um pin. O participante final, Chavo Guerrero, derrotou Yang após um frog splash, ganhando assim o título.
A terceira luta foi uma luta de duplas mistas entre a equipe de Finlay e Hornswoggle e a equipe de The Boogeyman e Pequeno Boogeyman. A luta começou com Finlay contra The Boogeyman enquanto Hornswoggle se escondeu sob o ringue. Finlay ganhou a vantagem sobre Pequeno Boogeyman quando ele o jogou por cima da corda superior no ringue, onde Hornswoggle puxou Pequeno Boogeyman para baixo do ringue. Quando Hornswoggle finalmente entrou no ringue, ele correu para o ringue com medo do Boogeyman, o que levou o Boogeyman a persegui-lo ao redor do ringue. Isso distraiu o árbitro, permitindo que Finlay acertasse Pequeno Boogeyman com um shillelagh e o imobilizasse para a vitória.
A próxima partida foi o encontro entre King Booker e Kane. A partida começou com Kane ganhando vantagem sobre Booker, que ele manteve durante todo o início da partida. Kane então tentou um chokeslam, mas Booker rebateu a manobra em uma tentativa de Scissors kick, mas Kane respondeu com um clothesline. Queen Sharmell, que estava ao lado do ringue no canto de Booker, distraiu Kane, permitindo que Booker executasse um heel kick. Kane retaliou executando um chokeslam em Booker para a vitória.
Na quinta luta, Paul London e Brian Kendrick enfrentaram Deuce 'n Domino pelo Campeonato de Duplas da WWE. Houve idas e vindas entre as equipes no início da partida; no entanto, Deuce 'n Domino ganhou vantagem sobre Kendrick e London, pois eles se concentraram em desgastar Londres, não permitindo que ele marcasse seu parceiro. London finalmente conseguiu marcar Kendrick na luta, após o qual Domino tentou um ataque aéreo da corda superior. Ele errou Kendrick com o ataque, no entanto, permitindo que Kendrick o enrolasse para o pin. Como resultado, London e Kendrick venceram a luta e mantiveram o Campeonato de Duplas da WWE.

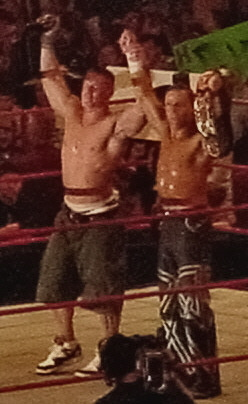
Os Campeões Mundiais de Duplas e representantes do WWE Raw John Cena e Shawn Michaels neste evento

A sexta partida foi uma partida do Campeonato Mundial da ECW entre o atual campeão Bobby Lashley e Mr. Kennedy. Quando Lashley fez sua entrada no ringue, Kennedy atacou Lashley no corredor, atrasando o início da luta. Quando Lashley e Kennedy finalmente entraram no ringue, Kennedy tentou muitas finalizações sem sucesso, mas continuou a atacar Lashley na tentativa de impedi-lo de se levantar. Kennedy então deixou o ringue para pegar uma cadeira de aço, mas Lashley pegou a cadeira e atacou Kennedy com ela, o que fez com que o árbitro encerrasse a luta por desqualificação. Kennedy venceu a luta, mas devido às regras da WWE, Lashley manteve o Campeonato Mundial da ECW. Após a luta, Lashley atingiu Kennedy com uma cadeira de aço repetidamente até que os oficiais da WWE correram para controlar Lashley.
Após a sexta luta, houve um Diva Talent Invitational organizado por The Miz, com as divas do SmackDown! e Raw, bem como vixens da ECW. Primeiro, Extreme Expose (Layla, Kelly Kelly & Brooke) dançou "Boy Looka Here" de Rich Boy. Em seguida, Jillian Hall cantou uma música, mas The Miz a impediu de continuar. Candice Michelle, Ariel e Maria apareceram em seguida, mas antes de apresentarem seus talentos, uma briga começou entre as três divas. Ashley então saiu, mas antes de descer para o ringue, ela tirou a blusa para revelar seus seios cobertos de pastéis na forma do logotipo da Playboy. The Miz então declarou Ashley a vencedora do Diva Talent Invitational.

### Evento principal
O evento principal foi uma luta interpromocional entre Batista e The Undertaker do SmackDown! e John Cena e Shawn Michaels do Raw. A luta começou com Cena e Batista, e Batista levou vantagem sobre Cena. Undertaker e Batista, em seguida, continuaram a desgastar Cena e Michaels antes de jogá-los por cima da corda superior para o ringue. Quando Cena voltou ao ringue, ele tentou executar um FU em Batista, mas Undertaker interferiu, permitindo a Batista contra-atacar a manobra em uma tentativa de Batista Bomb, mas Cena contra-atacou após a interferência de Michaels. Como Batista deu a Michaels um Spinebuster, Undertaker executou um chokeslam em Cena. Undertaker então se preparou para executar um Tombstone Piledriver em Cena; Batista traiu Undertaker realizando um Spinebuster nele e saiu do ringue. Michaels aplicou Sweet Chin Music e Cena para executar um FU em Undertaker. Cena então derrotou Undertaker para vencer a luta para sua equipe.

## Após o evento

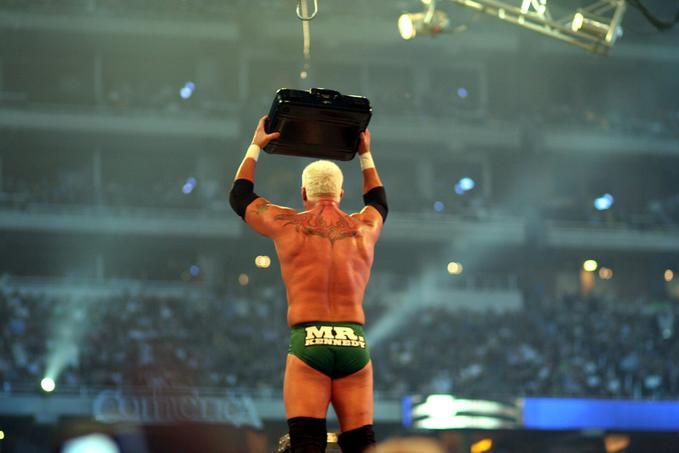
Mr. Kennedy vencendo a luta Money in the Bank na WrestleMania 23.

Após No Way Out, The Undertaker continuou sua rivalidade com Batista pelo Campeonato Mundial dos Pesos Pesados. Na WrestleMania 23, ele derrotou Batista para ganhar o título. Shawn Michaels, no entanto, não conseguiu vencer o Campeonato na WWE, pois perdeu para John Cena na WrestleMania 23.
Depois que Kane derrotou King Booker no No Way Out, os dois continuaram a rivalizar no SmackDown! em uma partida de qualificação Money in the Bank em 23 de fevereiro de 2007. A rivalidade, no entanto, terminou depois que Booker derrotou Kane para se qualificar para a luta Money in the Bank. Kane então começou uma rivalidade com The Great Khali, que foi ao ringue para atacar Kane após a luta. Na WrestleMania 23, no entanto, Kane perdeu para Khali por pinfall.
Após No Way Out, os Hardys se classificaram para a luta Money in the Bank na WrestleMania 23, mas não conseguiram vencer a luta, já que Mr. Kennedy venceu. Chris Benoit e Montel Vontavious Porter começaram uma rivalidade pelo Campeonato dos Estados Unidos, e Benoit defendeu com sucesso seu título contra Porter na WrestleMania 23. Após este evento, a reunião de MNM terminou, quando Joey Mercury foi dispensado pela WWE em 26 de março de 2007. Depois que Bobby Lashley foi desqualificado no No Way Out, ele foi escolhido para representar Donald Trump na WrestleMania 23 contra o representante de Vince McMahon, Umaga, na Batalha dos Bilionários: Hair vs. Hair. Lashley venceu a luta na WrestleMania e o direito de Trump raspar a cabeça de McMahon.
O No Way Out de 2007 foi o último pay-per-view exclusivo da primeira extensão da marca, pois após a WrestleMania 23 em abril, os pay-per-views exclusivos da marca foram descontinuados. Seria o último pay-per-view exclusivo da marca até o Backlash em 2016, quando a divisão da marca foi reintroduzida naquele ano em julho; em agosto de 2011, a primeira divisão da marca foi dissolvida.

## Resultados
| Nº                                          | Resultados | Estipulações                                            | Tempo |
| ------------------------------------------- | --- | ------------------------------------------------------- | ----- |
| Pré- show                                   | Rob Van Dam derrotou Shelton Benjamin | Luta individual                                         | 5:02  |
| 1                                           | Chris Benoit e The Hardys (Jeff Hardy e Matt Hardy) derrotaram MNM (Joey Mercury e Johnny Nitro) e Montel Vontavious Porter (com Melina) | Luta Six-man de duplas                                  | 14:19 |
| 2                                           | Chavo Guerrero derrotou Daivari, Funaki, Gregory Helms (c), Jamie Noble, Jimmy Wang Yang, Scotty 2 Hotty e Shannon Moore                 | Cruiserweight Open pelo Campeonato Cruiserweight da WWE | 14:11 |
| 3                                           | Finlay e Hornswoggle derrotaram The Boogeyman e Pequeno Boogeyman                                                                        | Luta Mixed tag team                                     | 6:44  |
| 4                                           | Kane derrotou King Booker (com Queen Sharmell)                                                                                           | Luta individual                                         | 12:38 |
| 5                                           | Brian Kendrick e Paul London (c) derrotaram Deuce 'n Domino (com Cherry)                                                                 | Luta de duplas pelo Campeonato de Duplas da WWE         | 8:07  |
| 6                                           | Mr. Kennedy derrotou Bobby Lashley (c) por desqualificação                                                                               | Luta individual pelo Campeonato Mundial da ECW          | 15:27 |
| 7                                           | John Cena e Shawn Michaels (Raw) derrotaram Batista e The Undertaker (SmackDown!)                                                        | Luta de duplas                                          | 22:09 |
| (c) – Refere-se aos campeões antes da luta. | |                                                         |       |

### Eliminações do Cruiserweight Open
| Eliminação nº | Lutador         | Eliminado por   | Movimento de eliminação | Tempo          |
| ------------- | --------------- | --------------- | ----------------------- | -------------- |
| 1             | Daivari         | Scotty 2 Hotty  | Worm                    | 01:39          |
| 2             | Scotty 2 Hotty  | Gregory Helms   | Double knee facebreaker | 03:30          |
| 3             | Funaki          | Gregory Helms   | Roll-up                 | 03:50          |
| 4             | Shannon Moore   | Gregory Helms   | Double knee facebreaker | 05:40          |
| 5             | Gregory Helms   | Jimmy Wang Yang | Yang Time               | 07:20          |
| 6             | Jamie Noble     | Jimmy Wang Yang | Yang Time               | 10:44          |
| 7             | Jimmy Wang Yang | Chavo Guerrero  | Frog splash             | 14:11          |
| Vencedor:     | Chavo Guerrero  | Chavo Guerrero  | Chavo Guerrero          | Chavo Guerrero |